# 舊聶伯夫斯凱
48°9′15″N 34°41′38″E / 48.15417°N 34.69389°E
舊聶伯夫斯凱（羅馬化：Starodniprovske）是烏克蘭中部第聶伯羅彼得羅夫斯克州第聶伯羅區索洛內市鎮的村莊。該村處於卡米舍瓦塔蘇拉河畔，分別距離貝茲博羅迪科韋1公里和米基利斯凱3.5公里，海拔高度71米，2001年人口97。